# Ceratodon cylindricus
Ceratodon cylindricus là một loài rêu trong họ Ditrichaceae. Loài này được Hedw. Fürnr. mô tả khoa học đầu tiên năm 1829.